# Fusione nucleare

Diagramma della reazione esotermica D-T (deuterio-trizio) con la produzione di elio e l'emissione di energia.

In chimica nucleare e in fisica nucleare, la fusione nucleare è una reazione nucleare nella quale i nuclei di due o più atomi si fondono tra loro formando il nucleo di un elemento chimico più pesante.
Perché la fusione sia possibile i nuclei devono essere avvicinati tra loro, impiegando una grande quantità di energia chimica per oltrepassare la barriera di repulsione elettromagnetica. La fusione degli elementi fino ai numeri atomici 26 e 28 (ferro e nichel) è una reazione esotermica, cioè emette energia termica (o calore), poiché il nucleo prodotto dalla reazione ha massa minore della somma delle masse dei nuclei reagenti. Per i metalli di transizione con numeri atomici superiori al 28 la reazione invece è endotermica, cioè la quantità di energia termica assorbita è maggiore di quella rilasciata. Alcune reazioni (in primo luogo quelle con una soglia di energia più bassa, come la fusione di deuterio e trizio) determinano il rilascio di uno o più neutroni liberi; questo crea, nella prospettiva dello sfruttamento come fonte di energia, alcuni importanti problemi tecnologici legati alla attivazione neutronica e alla schermatura.
Un processo di fusione nucleare in natura, detto nucleosintesi stellare, ha luogo al centro delle stelle: si tratta di una serie di reazioni esotermiche in cui nuclei di idrogeno (principalmente deuterio e trizio) si fondono tra loro per formare gli isotopi dell'elio. Tale processo emette una notevole quantità di energia radiante e di calore, facendo risplendere le stelle nel buio del cosmo ed evitandone il collasso gravitazionale.
La fusione è stata per la prima volta prodotta artificialmente negli anni Cinquanta per amplificare la potenza di una bomba atomica: questo tipo di ordigni è stato chiamato bomba H. A partire dagli anni sessanta, sono stati eseguiti molti esperimenti per sfruttare l'energia prodotta dalla fusione, in primis per produrre energia elettrica. I reattori nucleari a fusione sono ancora in corso di progettazione e di costruzione; si crede che il lavoro verrà concluso intorno al 2060. Il giorno 13 dicembre 2022 il Dipartimento dell'energia degli Stati Uniti ha annunciato la prima reazione di fusione nucleare che ha prodotto più energia di quella utilizzata.

## Storia
Partendo dagli esperimenti sulla trasmutazione dei nuclei di Ernest Rutherford, condotti all'inizio del XX secolo, la fusione in laboratorio di isotopi pesanti dell'idrogeno fu realizzata per la prima volta da Mark Oliphant nel 1932: nello stesso anno James Chadwick scoprì la particella neutrone. Durante il resto di quel decennio gli stadi del ciclo principale della fusione nucleare nelle stelle furono ricavati da Hans Bethe. Le ricerche sulla fusione per scopi militari cominciarono all'inizio degli anni quaranta come parte del Progetto Manhattan, ma questo fu realizzato solo nel 1951 (nelle esplosioni nucleari dell'Operation Greenhouse). La fusione nucleare fu impiegata per fini bellici per la prima volta il 1º novembre dell'anno 1952, nel corso dell'esplosione della bomba H chiamata in gergo Ivy Mike.
Le ricerche sullo sviluppo della fusione termonucleare controllata per scopi civili cominciarono in modo sistematico negli anni cinquanta, e continuano ancora oggi. Tra gli altri, nel 2021 sono in corso alcuni progetti con l'obiettivo di dimostrare la tecnologia: ITER, SPARC, DEMO e ARC.
In Italia, l'ENEA sta studiando la possibilità di realizzare un reattore a fusione nucleare controllata con confinamento magnetico, del tipo più tradizionale, il tipo tokamak. Tale tecnologia ha avuto un drastico miglioramento grazie agli esperimenti condotti nei seguenti laboratori: Experimental Advanced Superconducting Tokamak (fusione di circa 20 minuti), Joint European Torus (nel 1997 ha raggiunto un guadagno netto di 59 megajoule in un singolo esperimento) e il  National Ignition Facility (che nel dicembre 2022 ha prodotto con un raggio laser da 2.05 MJ una energia netta di 3.15 megajoule).

## Descrizione

### Panoramica sulle reazioni

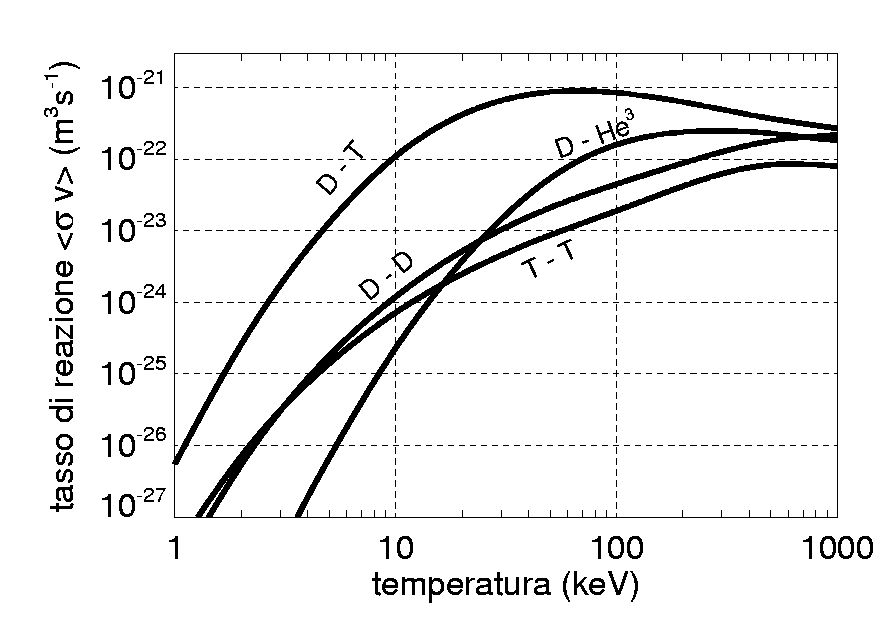
Sezioni d'urto medie (tasso di reazione) per le seguenti reazioni: deuterio-deuterio (D-D), deuterio-trizio (D-T), deuterio-elio-3 (D-He^{3}), trizio-trizio (T-T). La soglia per la reazione D-T il picco è a circa 70 keV, per la reazione D-He^{3} è un po' oltre 100 keV; per le reazioni D-D è oltre i 100 keV, e analogamente per T-T. Nel caso D-D, il tasso di reazione è cumulativo per entrambe le reazioni che coinvolgono il deuterio.
I dati da cui il grafico è stato tratto sono stati ottenuti dal NRL Plasma Formulary (pagina 45). il NRL Plasma Formulary può essere scaricato all'indirizzo https://web.archive.org/web/20090901213536/http://wwwppd.nrl.navy.mil/nrlformulary/NRL_FORMULARY_09.pdf

(D è il simbolo convenzionale per il deuterio (2H), e T per il trizio (3H))
Per la realizzazione di reattori a fusione, il primo problema è stato finora quello di individuare reazioni aventi una bassa temperatura (tecnicamente si parla di energia di soglia).
Il primo pensiero chiaramente è naturalmente andato all'imitazione della natura: sappiamo che la fusione è la fonte di energia delle stelle, tra cui il Sole, in cui il gas caldo è tenuto confinato e coeso dalla loro stessa forza di gravità, come è stato spiegato nei paragrafi precedenti. Le reazioni delle stelle però hanno purtroppo temperature di soglia troppo alte per la resistenza dei materiali attuali e la capacità di tenere il plasma confinato e coeso.
Le reazioni che verranno impiegate hanno una temperatura più bassa di quelle standard nelle stelle (reazione deuterio-deuterio e ciclo del carbonio-azoto-ossigeno):
(4He elio-4, 3He elio-3)
reazione artificiale standard: D-T (la soglia più bassa, ~14 keV)
D + T → 4He (3,5 MeV) + n (14,1 MeV)
reazione delle stelle: D-D (le due reazioni avvengono con la stessa frequenza)
D + D → T (1,01 MeV) + p (3,02 MeV)
D + D → 3He (0,82 MeV) + n (2,45 MeV)
reazione T-T
T + T → 4He + 2 n (11,3 MeV)
Altre reazioni interessanti, per la maggior parte aneutroniche:
reazione della fusione aneutronica standard, quella dell'3He (soglia di temperatura maggiore di più di tre volte; difficoltà di approvvigionamento dell'3He):
3He + 3He → 4He + 2 p
D + 3He → 4He (3,6 MeV) + p (14,7 MeV)
T + 3He → 4He (0,5 MeV) + n (1,9 MeV) + p (11,9 MeV) (51%)
T + 3He → 4He (4,8 MeV) + D (9,5 MeV) (43%)
T + 3He → 5He (2,4 MeV) + p (11,9 MeV) (6%)
spallazione del 6Li
p + 6Li → 4He (1,7 MeV) + 3He (2,3 MeV)
D + 6Li → 2 4He (22,4 MeV)
3He + 6Li → 2 4He + p (16,9 MeV)
reazioni di attivazione neutronica del trizio, usate nelle bombe a fusione "secca" e in alcuni progetti di reattore a fusione:
6Li + n→ T + 4He
7Li + n→ T + 4He + n
spallazione del 11B
p + 11B → 3 4He (8,7 MeV)

### Reazione artificiale
La reazione da decenni (di gran lunga) più studiata, per utilizzare la fusione in un reattore di una centrale per produrre energia elettrica, è la fusione deuterio-trizio (D-T), perché è quella che richiede la temperatura più bassa.Tipicamente, questa reazione ha una temperatura di soglia di circa 200 milioni di gradi. In realtà, in gergo tecnico la temperatura viene espressa in kiloelettronvolt: 200 milioni di gradi sono uguali a 20 keV (per effettuare questa conversione bisogna moltiplicare per la costante di Boltzmann). Lo svantaggio della reazione standard D-T, la più fredda, è la produzione di neutroni a energia molto alta (14,1 MeV): per dare un'idea, circa 7 volte l'energia standard di un neutrone veloce da fissione, che corrisponde a quello prodotto dalla reazione di fissione nucleare dell'uranio 235. Il problema dei neutroni veloci è che essendo privi di carica non possono essere confinati da un campo magnetico, ma a differenza dei neutrini i neutroni interagiscono in modo molto pesante con la materia. I neutroni in particolare tendono a rendere radioattivi gli acciai, il cemento armato, e altri materiali strutturali convenzionali, trasformando gli elementi chimici che contengono: il fenomeno è chiamato attivazione neutronica. La presenza di neutroni veloci rende quindi necessario l'impiego di schermature molto pesanti (tipicamente piombo o cemento armato). Questo è uno dei principali problemi per un reattore a deuterio-trizio, come ITER. I neutroni d'altra parte sono una fonte di calore interna alle pareti del reattore, che viene sfruttata nella produzione di energia elettrica. Inoltre, i neutroni vengono utilizzati per produrre il trizio attraverso reazioni di cattura neutronica del litio, facendo scorrere dietro le pareti del plasma del litio o una lega litio-piombo in cui il piombo scherma verso l'esterno e contribuisce a moltiplicare i neutroni veloci, aumentando il tasso di conversione del litio in trizio.

### Reazione aneutronica
La fusione 3He + D è la rappresentante tecnologicamente più importante delle fusioni aneutroniche.
La sua temperatura di soglia per la reazione 3He + D è stata misurata essere intorno ai 580 milioni di gradi (50 keV), e quella della D-T è a 175 milioni di gradi (15 keV): l'aumento di temperatura risulta circa 3,3 (vedere la figura precedente con le curve delle probabilità di reazione alle varie temperature).
Questa reazione potrebbe diventare interessante come alternativa al T+D, ma sarebbe necessario l'aumento di più di 6 volte dell'intensità di campo magnetico, e quindi della capacità di confinamento, che potrebbe essere offerto da elettromagneti che impiegano la tecnologia dei superconduttori ad alta temperatura.
Questi sarebbero naturalmente molto più capaci di tenere confinato e coeso il plasma rispetto per esempio ai magneti superconduttori a bassa temperatura, che danno un campo intorno a 1 tesla per il reattore ITER di riferimento in Provenza. In effetti, un plasma di 3He e D attorno ai 580 milioni di gradi produce anche fusioni secondarie di tipo D+D, che sono neutroniche: lo si può notare dalla vicinanza delle curve delle reazioni 3He +D e D + D in questa regione di temperatura. I neutroni della reazione standard D + T hanno infatti un'energia molto alta, circa 7 volte quella dei neutroni generati dalla fissione standard dell'uranio 235, e quindi sono molto più penetranti. Invece, i neutroni lenti del D + D sono meno, e sono penetranti in modo simile a quelli della fissione standard siccome hanno un'energia simile; infine, attivano molto meno i materiali strutturali del reattore e quindi pongono meno problemi per lo schermaggio e lo smaltimento.
Purtroppo, le due fusioni aneutroniche più studiate in passato per fini militari sono state quella dell'elio-3 col trizio, e quella del litio-6 col deuterio.

### Reazione delle stelle
Ci sono studi che esplorano le possibilità di sfruttamento pacifico della reazione che avviene nelle stelle, quella deuterio-deuterio (D-D), che nel 50% dei casi produce neutroni con un'energia nettamente più bassa (2,5 MeV circa). La temperatura di soglia della reazione è però ancora più elevata che nel caso 3He + D, per cui anche con i nuovi magneti basati sui superconduttori ad alta temperatura si pensa che non sia raggiungibile nell'orizzonte di qualche decina di anni.

### Cinetica delle reazioni
Nella fusione nucleare il nuovo nucleo e il neutrone liberato hanno una massa totale minore della somma delle masse dei nuclei reagenti, con conseguente liberazione di un'elevata quantità di energia, principalmente energia cinetica dei prodotti della fusione, secondo la relazione tra la massa e l'energia stabilita dalla teoria della relatività ristretta:
E = mc2
in cui E è l'energia, m la massa e c2 il quadrato della velocità della luce nel vuoto.
Affinché avvenga una fusione, i nuclei devono essere sufficientemente vicini, in modo che la forza nucleare forte predomini sulla repulsione coulombiana (i due nuclei hanno carica elettrica positiva, si respingono): ciò avviene a distanze molto piccole, dell'ordine di qualche femtometro (10−15 metri). L'energia necessaria per superare la repulsione coulombiana può essere fornita ai nuclei portandoli ad altissima pressione (altissima temperatura, circa 10⁷ kelvin, e/o altissima densità).
La fusione nucleare, nei processi terrestri, è usata in forma incontrollata per le bombe a idrogeno e in forma controllata nei reattori a fusione termonucleare, ancora in fase sperimentale.
L'energia potenziale totale di un nucleo è notevolmente superiore all'energia che lega gli elettroni al nucleo. Pertanto l'energia rilasciata nella maggior parte delle reazioni nucleari è notevolmente maggiore di quella delle reazioni chimiche. Ad esempio l'energia di legame dell'elettrone al nucleo di idrogeno è di 13,6 eV mentre l'energia che viene rilasciata dalla reazione D-T mostrata in seguito è pari a 17,6 MeV, cioè più di un milione di volte la prima. Con un grammo di deuterio e trizio si potrebbe quindi produrre l'energia sviluppata da 11 tonnellate di carbone.
Gli atomi interessati dal processo di fusione nucleare, in natura e in ingegneria, sono gli isotopi dell'atomo di idrogeno, caratterizzati da minimo numero atomico, a cui corrisponde la minima energia di innesco. Tuttavia all'interno delle stelle più grandi è possibile anche la fusione di elementi più pesanti, si ritiene fino al ferro.
La fusione nucleare controllata potrebbe risolvere la maggior parte dei problemi energetici sulla terra, perché potrebbe produrre quantità pressoché illimitate di energia senza emissioni di gas nocivi o gas serra e con la produzione di limitate quantità di scorie radioattive fra cui il trizio; una piccola quantità di radioattività residua interesserebbe solo alcuni componenti del reattore a fusione sottoposti a bombardamento neutronico durante i processi di fusione. Queste componenti sarebbero peraltro facilmente rimpiazzabili; i tempi di dimezzamento della radioattività residua sarebbero confrontabili con la vita media della centrale (decine d'anni).

## Applicazioni

### Fonte di energia civile
Negli ultimi sessant'anni è stato profuso un notevole sforzo teorico e sperimentale anche per mettere a punto la fusione nucleare per scopi civili anziché bellici ovvero per generare elettricità e anche come sistema di propulsione per razzi, potenzialmente molto più efficiente e a molto minore impatto ambientale sia dei reattori nucleari a fissione, o della produzione centralizzata di energia convenzionale rappresentata principalmente da centrali termoelettriche e centrali idroelettriche.
Il problema principale dagli anni '60 ad ora, e probabilmente anche per il prossimo futuro, è rappresentato dalla difficoltà di raggiungere un bilancio energetico positivo del reattore. Ad oggi, infatti, non si è ancora riusciti a costruire un reattore che produca normalmente durante il suo funzionamento in continuo più energia elettrica di quanta ne consumi per alimentazione dei magneti e sistemi ausiliari. Una volta raggiunto il bilancio energetico positivo, poi, bisognerà assicurarsi anche un bilancio economico positivo. Il parametro principale che i tecnici usano per valutare la positività del bilancio energetico di un reattore è il parametro di Lawson.
Al momento, il reattore più avanzato a fusione è ITER: un reattore a fusione termonucleare (basato sulla configurazione di tipo tokamak). ITER è un progetto internazionale cooperativo tra Unione europea, Russia, Cina, Giappone, Stati Uniti d'America, Corea del Sud e India. ITER però non è ancora il prototipo di centrale di produzione di energia elettrica ma solo una macchina sperimentale destinata a dimostrare di poter ottenere le condizioni di guadagno energetico necessarie. DEMO è invece il prototipo di centrale in fase di studio dagli stessi partecipanti al progetto ITER.
Il progetto SPARC della Commonwealth Fusion Systems, di cui Eni è maggiore azionista, ha l'obiettivo di realizzare un reattore sperimentale a fusione più compatto ed economico rispetto a quello di ITER. Nel settembre 2021 è stato testato un prototipo per dimostrare che è possibile realizzare una camera di fusione in cui il confinamento del plasma è assicurato da magneti superconduttori ad alta temperatura.

#### Confinamento magnetico
Un plasma è costituito da particelle cariche, e può quindi essere confinato da un appropriato campo magnetico. Sono noti molti modi di generare un campo magnetico in grado di isolare un plasma in fusione; tuttavia, in tutte queste configurazioni, le particelle cariche che compongono il plasma interagiscono inevitabilmente con il campo, influenzando l'efficienza del confinamento e riscaldando il sistema. Due sono le geometrie che si sono rivelate interessanti per confinare plasmi per fusione: lo specchio magnetico e il toro magnetico. Lo specchio magnetico è una configurazione "aperta", cioè non è chiusa su se stessa, mentre il toro (una figura geometrica a forma di "ciambella") è una configurazione chiusa su se stessa intorno a un buco centrale. Varianti del toro sono le configurazioni sferiche, in cui il buco al centro del toro è di dimensioni molto ridotte ma pur sempre presente.
Ognuno di questi sistemi di confinamento ha diverse realizzazioni, che differiscono tra loro nell'enfatizzare l'efficienza del confinamento o nel semplificare i requisiti tecnici necessari per la realizzazione del campo magnetico. La ricerca sugli specchi magnetici e su altre configurazioni aperte (bottiglie magnetiche, "pinch" lineari, cuspidi, ottupoli, ecc.) ha avuto un grande sviluppo negli anni 1960-1970, poi è stata abbandonata per le inevitabili perdite di particelle agli estremi della configurazione.
Invece, una variante dei sistemi toroidali, il tokamak, è risultato essere una soluzione inizialmente più semplice di altre per un'implementazione da laboratorio. Ciò, assieme a una prospettiva remunerativa futura, l'ha reso il sistema su cui la ricerca scientifica in questo settore ha mosso i suoi passi più significativi. Attualmente il più promettente esperimento in questo campo è il progetto ITER. Esistono comunque delle varianti di configurazioni toroidali, come lo stellarator (che è caratterizzato dall'assenza di un circuito per generare una corrente nel plasma) e la strizione a campo rovesciato (Reversed-field pinch).
Nel 2009 usando la macchina RFX a Padova è stato dimostrato sperimentalmente che, in accordo con quanto previsto da un modello matematico, si può migliorare il confinamento dando al plasma presente nel Reversed Field Pinch una forma a elica.
Il 5 settembre 2021 l’azienda americana Commonwealth Fusion Systems ha testato con successo un prototipo in scala 1:1 di un magnete basato su superconduttori HTS (High Temperature Superconductors). L'esperimento ha dimostrato per la prima volta che è possibile realizzare una camera di fusione in cui il confinamento del plasma è raggiunto attraverso questo tipo di supermagneti. Questa tipologia di camera di fusione potrà consentire la realizzazione di un reattore sperimentale, denominato SPARC, molto più piccolo rispetto agli altri prototipi ora in sviluppo. I dati raccolti da SPARC permetteranno di realizzare ARC, il primo impianto pilota industriale in grado di raggiungere le temperature necessarie per rendere possibile la fusione controllata di deuterio e trizio. Secondo le previsioni di CFS, il reattore SPARC potrebbe entrare in funzione già nel 2025.

#### Confinamento inerziale
Il combustibile nucleare può essere compresso all'ignizione con un bombardamento di fotoni, di altre particelle o tramite un'esplosione. Nel caso dell'esplosione, il tempo di confinamento risulterà essere abbastanza breve. Questo è il processo usato nella bomba all'idrogeno, in cui una potente esplosione provocata da una bomba a fissione nucleare comprime un piccolo cilindro di combustibile per fusione.
Nella bomba all'idrogeno, l'energia sviluppata da una bomba nucleare a fissione viene utilizzata per comprimere il combustibile, solitamente un miscuglio di deuterio e trizio, fino alla temperatura di fusione. L'esplosione della bomba a fissione genera una serie di raggi X che creano un'onda termica che propagandosi nella testata comprime e riscalda il deuterio e il trizio generando la fusione nucleare.
Altre forme di confinamento inerziale sono state tentate per i reattori a fusione, incluso l'uso di grandi laser focalizzati su una piccola quantità di combustibile, o usando gli ioni del combustibile stesso accelerati verso una regione centrale, come nel primitivo fusore di Farnsworth-Hirsch o nel fusore Polywell.

### Boro
Nel 2004 scienziati russi, diretti da Krainov, riescono a produrre una reazione di fusione nucleare controllata innescata dal confinamento laser, tra protoni (atomi d'idrogeno privi dell'elettrone) e atomi di boro, alla temperatura di 1 miliardo di kelvin, senza emissione di neutroni e particelle radioattive, a esclusione di particelle alfa. Ma l'energia richiesta dal laser supera di molto quella prodotta dalla reazione.
Nel gennaio 2013, un gruppo di ricercatori italiani e cechi diretti dal Dr. Antonino Picciotto (Micro-nano facility, Fondazione Bruno Kessler, Trento) e dal Dr. Daniele Margarone (Institute of Physics ASCR, v.v.i. (FZU), ELI-Beamlines Project, 182 21 Prague, Czech Republic) hanno ottenuto il record di produzione di particelle alfa (10^9/steradiante) senza emissione di neutroni, utilizzando per la prima volta un target di silicio-boro-idrogenato ed un laser con intensità 1000 volte inferiore rispetto agli esperimenti precedenti.

### Bomba H
La prima applicazione tecnica della fusione termonucleare, nella seconda metà del XX secolo, fu l'amplificazione di energia di una bomba atomica ottenuta circondandola con un guscio esterno di idrogeno: questo dispositivo è chiamato bomba H.
Finora questo dispositivo non è mai stato utilizzato su un obiettivo civile, ma solo sperimentato in siti di test svolti dalle grandi potenze della guerra fredda per lo più durante gli anni '50 e '60 del XX secolo negli atolli dell'oceano Pacifico, causando la distruzione permanente dei siti (il caso emblematico è l'atollo Bikini: dal 1997 l'atollo è stato dichiarato nuovamente abitabile, ma le isole rimangono tuttora disabitate e ci sono grossi rischi per la popolazione), e un incremento sostanziale del fondo di radioattività naturale nell'intero pianeta durante quegli anni.

## Ricerca
Il 5 dicembre 2022 un gruppo di ricercatori della National Ignition Facility presso il Lawrence Livermore National Laboratory ha realizzato per la prima volta una fusione a confinamento inerziale con bilancio energetico positivo, i 2,05 MJ forniti al target hanno infatti generato 3,15 MJ di energia. Per alimentare i 192 laser, tuttavia sono serviti 300 MJ di energia. Il bilancio energetico complessivo quindi è stato estremamente negativo.  I risultati della ricerca sono stati ufficialmente annunciati il 13 dicembre 2022 a Washington.
Al 2024, esistono programmi di ricerca in oltre 50 paesi e il rapporto Fusion Outlook 2023 dell'AIEA riporta che nel mondo più di 140 macchine per la fusione, frutto di progetti pubblici e privati, sono in funzione, in costruzione o in fase di progettazione.